# Аносмія
Аносмія — втрата нюху. Може бути тимчасовою або постійною. Зазвичай йдеться про повну втрату нюху, але частіше зустрічається часткова (вибіркова) аносмія на деякі речовини.
Також можливі інші порушення функції нюху: неповна втрата нюху — гіпоосмія, збільшення чутливості нюху — гіперосмія, нюхові галюцинації (фантосмія).

## Причини
Аносмія може бути вродженою і набутою.
Набута аносмія може бути пов'язана з ураженням нервових шляхів (в результаті вірусних захворювань), деякими ураженнями головного мозку, а також порушенням прохідності повітря при риніті та інших захворюваннях верхніх дихальних шляхів.
Можливі причини аносмії:
- Недорозвиток нюхових шляхів.
- Захворювання нюхової слизової носа пухлини носа, запальні захворювання (риніт, синусити чи застуда)[5].
- Поліп носа (поліпоз носа)[6].
- Черепно-мозкова травма[7].
- Розрив нюхових ниток при переломі горизонтальної пластинки (лат. lamina cribrosa) решітчастої кістки внаслідок черепно-мозкової травми.
- Деструкція нюхових цибулин та шляхів при осередку удару по типу протиудару, що спостерігається при падінні на потилицю.
- Запалення пазух решітчастої кістки (лат. os ethmoidale), запальний процес прилеглої м'якої мозкової оболони та навколишніх областей.
- Серединні пухлини або інші об'ємні утворення передньої черепної ямки.
- Пухлини головного мозку (лобова частка)[8].
- Куріння.
- Деменція з тільцями Леві[9].
- Хвороба Паркінсона[10].
- Хвороба Альцгеймера[11].
- Токсини (особливо акрилат, метакрилат[12] і кадмій[13][14]).
- Вік[15].
- Синдром Каллмана.
- Ларингектомія з постійною трахеотомією.
- Естесіонйеробластома[16].
- Озена
- Коронавірусна хвороба 2019 при якій відбувається ймовірно ураження її збудником допоміжних нервових клітин нюхового епітелію (Olfactory epithelium#Supporting cells[en])[17]. Зазвичай аносмія при цій хворобі є тимчасовою.

## Цікаве
27 лютого — День обізнаності про аносмію. Запроваджений 2012 року Данієлем Шейном (англ. Daniel Schein). Мета заходів, що проводяться у рамках цього дня: звернення уваги суспільства до проблеми втрати нюху, залучення до профілактики.